# ليوكوثيا

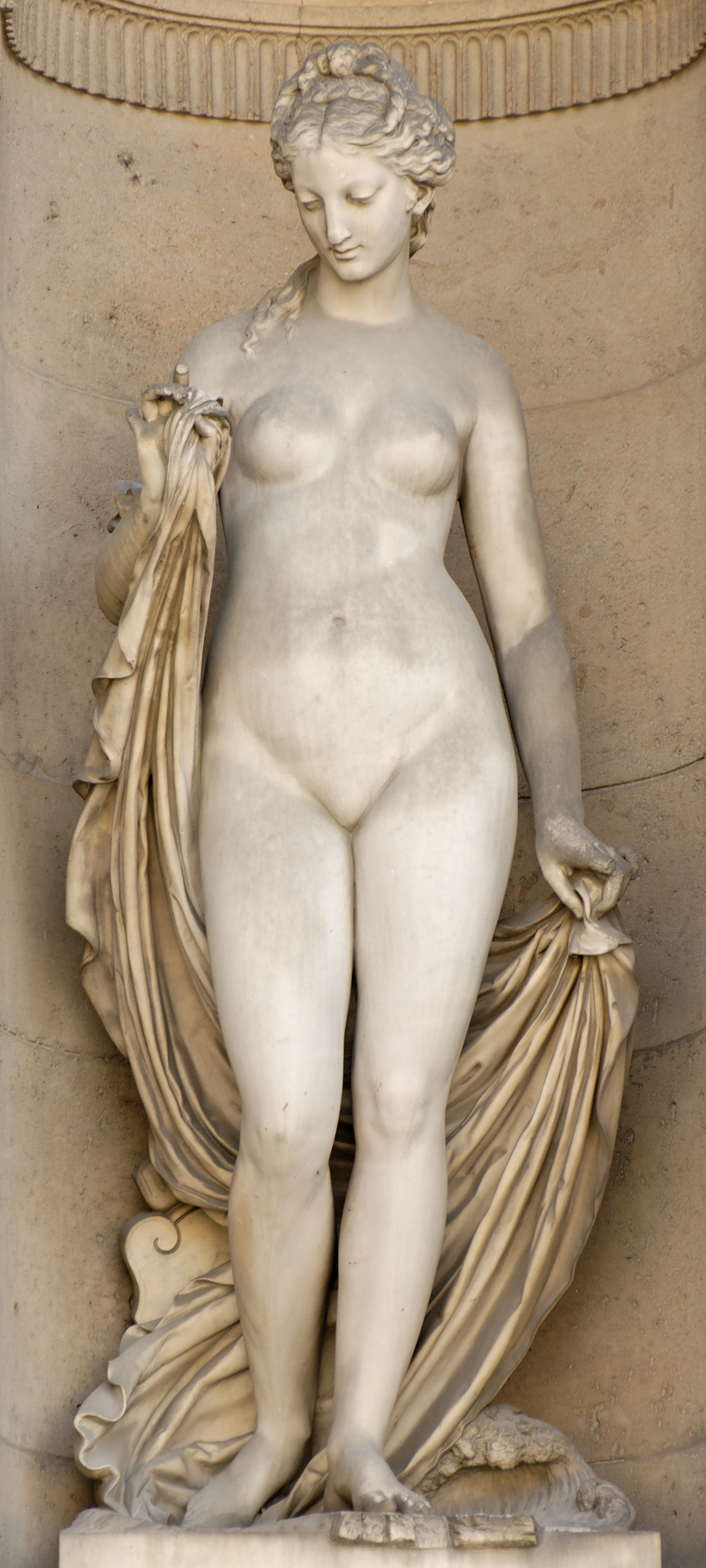
تمثال (1862) يجسد ليوكوثيا في قصر اللوفر.

ليوكوثيا في الأساطير الإغريقية هي واحدة من حوريات البحر. وفقاً لتلك الأساطير فإن آلهة جبل أولمب حولوا إينو ابنة قدموس وشقيقة سيميلي إلى ليوكوثيا عقاباً لها.